# 카인의 후예 (소설)
〈카인의 후예〉(Cain의 後裔)는 1953년 9월부터 1954년 3월까지 《문예》에 연재한 황순원의 장편 소설이며, 잡지가 폐간되어 연재가 중단되자 나머지 부분을 완성해 1954년 중앙문화사에서 단행본으로 출간되었다. 치밀한 서정 세계의 포착과 순화 작용의 세심한 배려를 보여주며 사건 전개에 시나리오 수법을 인용해 선명한 인상을 주는 황순원의 대표적인 심리적 사실주의 작품이며, 시대성 및 사회성을 강조하면서도 작자의 군더더기 없는 독특한 문장으로 예술성을 부각시켰다. 1954년 아시아재단(TAF)에서 주최하는 제2회 자유문학상을 수상하였다. 소설의 제목은 1916년 출간된 일본의 소설가 아리시마 다케오의 〈카인의 후예〉(カインの末裔)에서 따왔다.
8·15 해방 직후 조선민주주의인민공화국에서 전개되었던 토지개혁의 내막과 당시 공산당의 아수라장같은 유혈의 투쟁을 그려냈으며, 지주 계급이자 지식인인 주인공 박훈은 작자 자신을 투영하는 대상이 된다. 훈은 무자비한 토지개혁으로 수난을 받으면서도 관망과 체념의 허무주의적인 태도로 바라보며 소극적이고 수동적인 행동만을 할 뿐이고, 하루 아침에 변심한 기회주의적 인물인 도섭 영감이나 기타 인물들은 공산주의의 급박한 소용돌이에 휩쓸리면서 춤추고 움직이는 인간 군상이다. 훈은 고독한 자신과 순박한 오작녀를 바라보며 격동의 사회 환경으로 인해 점차 저항의 인간으로 변신해가는 운명을 맞이하며, 마지막에 도섭 영감을 죽이려고 산등성이로 유인하였으나 실패하고는 오히려 살해당할 위기에 처하지만 삼득이가 싸움을 말리고 훈은 오작녀와 함께 월남하기로 결심하면서 이야기가 마무리된다. '카인의 후예'로 비유되는 인간의 근원적인 악의 상황 속에서 인간을 구원할 수 있는 가치를 희구하는 것을 주제로 하며, 동시에 한반도 분단 상황의 민족적 비극과 고통에 대해 묘사하였다.

## 줄거리
박훈은 평양에서 공부하는 동안 조부와 아버지가 사망하자 고향인 순안 양짓골로 돌아와 많은 토지를 소유한 지주가 되었고, 훈은 이십여 년 동안 선친의 토지를 관리해 온 마름인 도섭 영감의 딸 오작녀를 좋아해 왔다. 훈이 고향으로 돌아와 배우지 못한 소작인의 자식들을 위해 야학(夜學)을 운영하게 되자 오작녀는 이미 다른 사람에게 시집을 간 유부녀임에도 불구하고 훈의 집에 기거하며 그의 수발을 들어주며 서로의 사랑을 확인한다. 그런 훈은 오작녀에게 애정을 품었으면서도 오작녀와 육체적 관계를 맺지 않는다.
그러나 해방이 되어 조선민주주의인민공화국 세력이 들어서면서 훈은 야학을 압수당한다. 또한 도섭 영감은 토지개혁 운동의 감독을 위해 당에서 파견한 개털 오바 청년으로부터 마름을 한 과거를 묻지 않는다는 조건으로 지주와의 관계를 끊으라는 압력을 받고는 농민 위원장이 되어 토지개혁 운동에 앞장선다.
이러한 상황에서 농민 대회가 열리고 지주인 박용제와 윤 주사가 반동분자(反動分子)로 몰려 숙청을 당하지만 훈은 오작녀의 도움으로 숙청을 면한다. 그러나 딸의 소행으로 인해 훈의 토지를 갖지 못하게 된 도섭 영감은 훈의 할아버지 송덕비를 도끼로 때려부순다. 훈은 사촌 동생 혁을 통해 오작녀와 월남 계획을 세운다. 그는 순안으로 돌아오다가 도섭 영감이 주도했던 지난 농민 대회 때 숙청당한 삼촌 용제 영감을 본다. 사동 탄광에 끌려 갔다가 탈출한 용제 영감은 도섭 영감에게 붙들려 트럭으로 압송되던 도중 트럭에서 몸을 날려 자살한 것이다. 이를 보다 못한 용제 영감의 아들 혁은 도섭 영감을 죽이려 계획한다. 그리고 오작녀와 순안을 떠나려던 훈은 혁 대신 자신이 도섭 영감을 죽이기로 작정한다.
이즈음 아들 삼득이가 용제 영감의 묘자리를 파 주었다는 이유로 도섭 영감은 농민 위원장 자리에서 숙청된다. 산으로 올라가 훈과 맞선 영감은 훈의 칼에 옆구리를 찔린다. 영감은 이에 낫을 휘두르지만 계속 훈의 신변을 걱정해 미행해 오던 오작녀의 동생 삼득이 이를 저지하다가 상처를 입는다. 영감은 삼득과 실랑이를 하다가 살의를 버린다. 삼득이가 훈에게 오작녀를 데리고 빨리 떠나라고 말하자, 정신을 차린 훈은 오작녀와 함께 양짓골을 떠난다.

## 등장 인물
- 박훈: 소극적이고 허무주의적인 지식인이다. 조부와 아버지의 사망으로 순안 양짓골의 많은 토지를 소유한 지주가 되었지만, 해방 이후 토지개혁 운동으로 반동분자로 몰려 숙청될 위기에 처하자 오작녀와 함께 월남을 결심한다.
- 도섭 영감: 박훈의 선친이 소유한 토지를 관리해 온 마름이다. 해방 이후 오히려 농민 위원장이 되어 토지개혁 운동에 앞장서지만 아들 삼득의 일로 결국 숙청당하고, 이후 박훈을 죽이려 하지만 삼득의 방해로 실패한다.
- 오작녀: 도섭 영감의 딸이자 삼득의 동생이다. 유부녀지만 박훈을 사랑하며, 박훈의 수발을 들어준다. 토지개혁 운동이 벌어지자 박훈이 숙청을 면하게끔 도움을 주며, 박훈과 도섭 영감이 싸운 이후 박훈과 함께 양짓골을 떠난다.
- 삼득: 도섭 영감의 아들이자 오작녀의 오빠이다. 숙청된 박용제의 묘자리를 파 주는 등 박훈에게 도움을 주며, 박훈을 걱정해 미행하다가 도섭 영감에게 살해당할 위기에 처한 박훈을 구한다.
- 박용제: 박훈의 삼촌이자 지주이다. 토지개혁 운동으로 반동분자로 몰려 숙청당하고 사동 탄광에 끌려갔으나 탈출에 성공했지만, 도섭 영감에게 붙들려 트럭으로 압송되던 도중 트럭에서 몸을 날려 자살했다.
- 혁: 박훈의 사촌 동생이자 박용제의 아들이다. 박훈과 함께 월남을 결심하며, 박용제의 자살 이후 도섭 영감을 죽이려 계획한다.
- 개털 오바 청년: 당에서 파견한 인물이다. 마을의 토지개혁 운동을 관리 및 감독한다.

## 원작을 각색한 작품
- 《카인의 후예》, 영화, 유현목 감독, 1968년 6월 1일 개봉
- 《카인의 후예》, 단막극 드라마, TV 문학관, 1983년 5월 21일 방영